# Entelea arborescens
Entelea arborescens ist die einzige Art der Pflanzengattung der Entelea innerhalb der Familie der Malvengewächse (Malvaceae). Sie kommt auf der Nord- und Südinsel Neuseelands vor. Das Holz von Entelea arborescens ist eine der leichtesten Holzarten weltweit. Entelea arborescens wird als Zierpflanze verwendet.

## Beschreibung

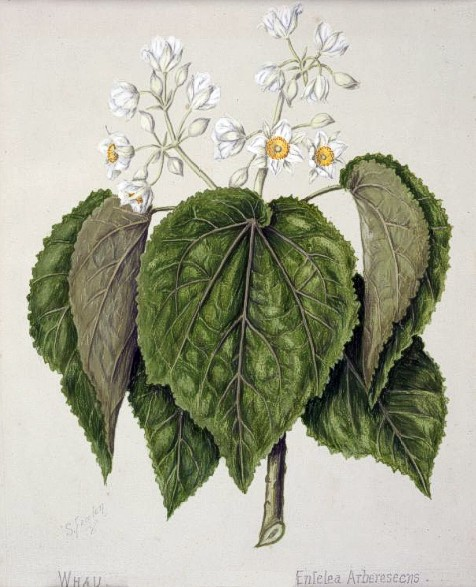
Illustration eines Exemplars, das an der Tolaga Bay in Neuseeland gesammelt wurde, auf der ersten Pazifikreise von Sir James Cook auf der Endeavour, 1768–1771

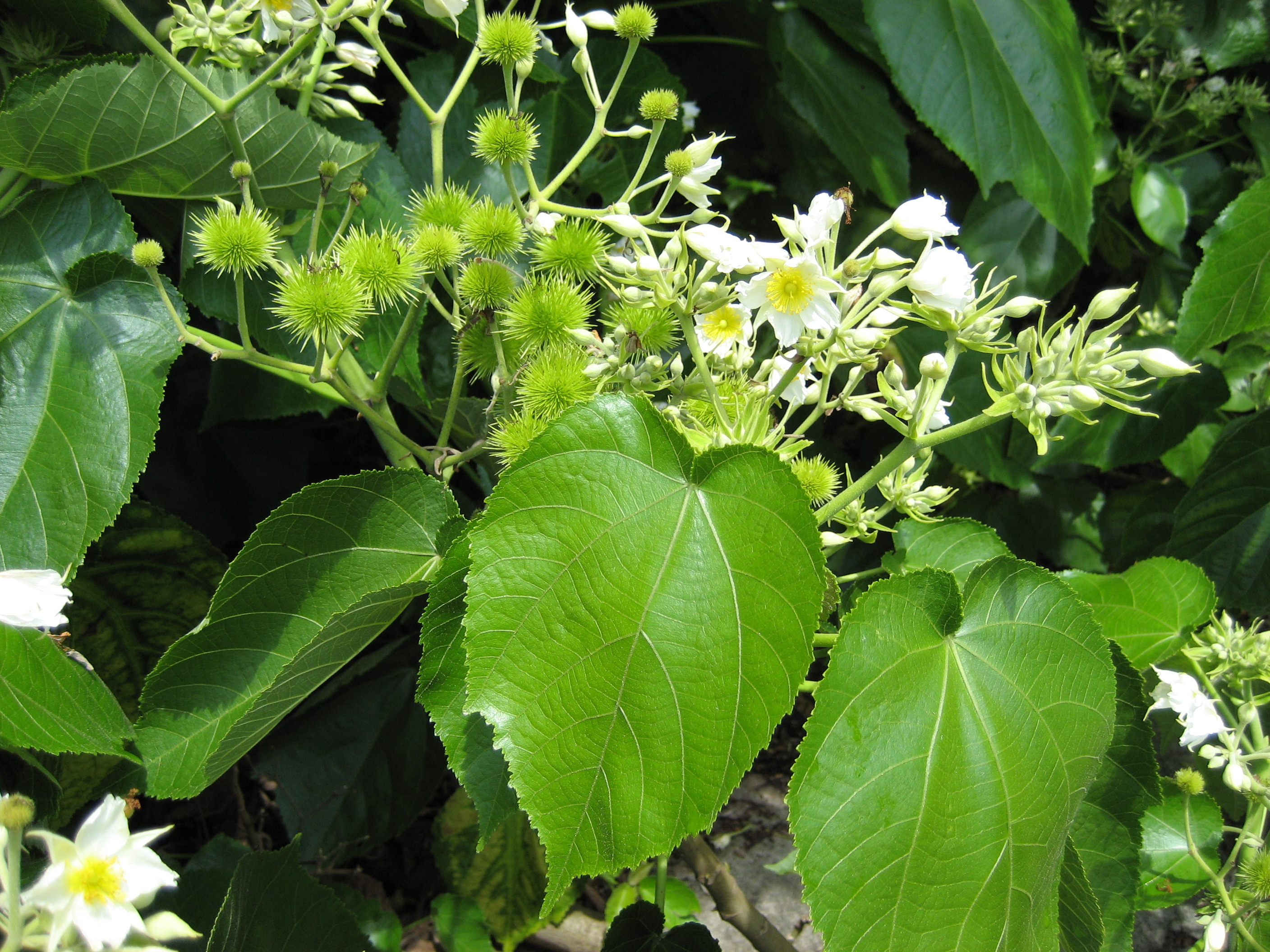
Laubblätter, Blütenstände, Blüten und Früchte

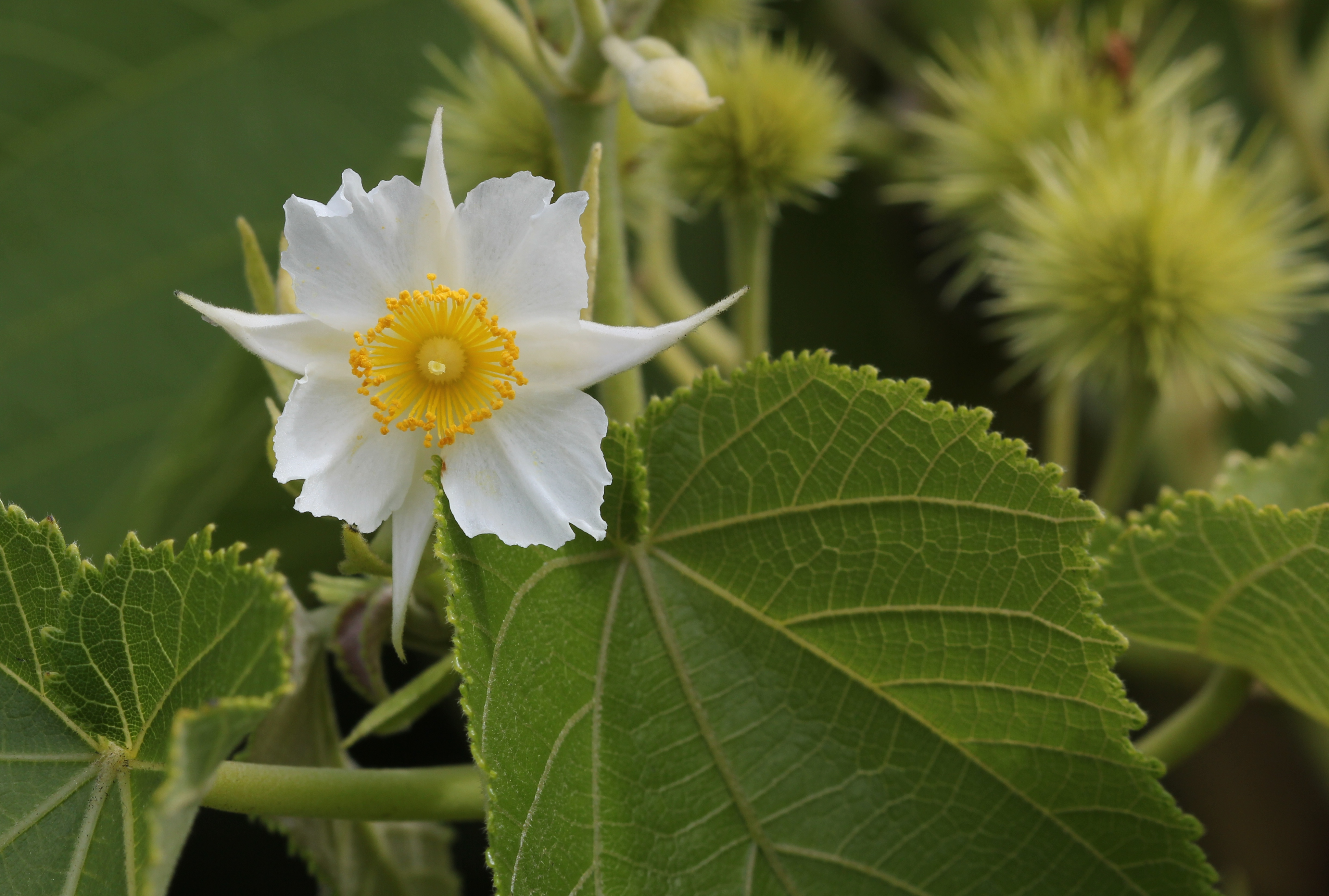
Blüte im Detail mit je vier weißen Kelch- und Kronblättern und vielen gelben Staubblättern

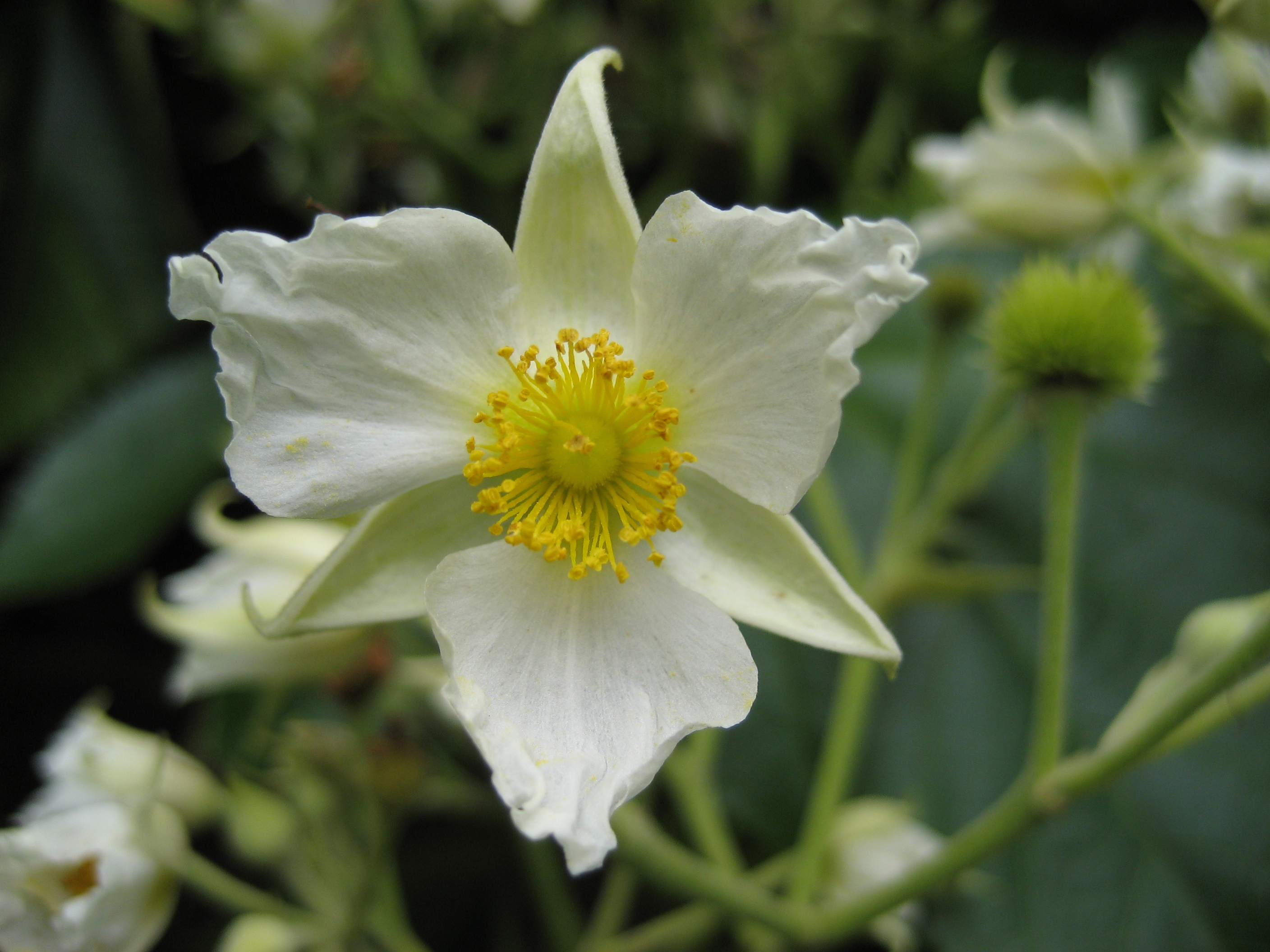
Selten sind die Blüten dreizählig

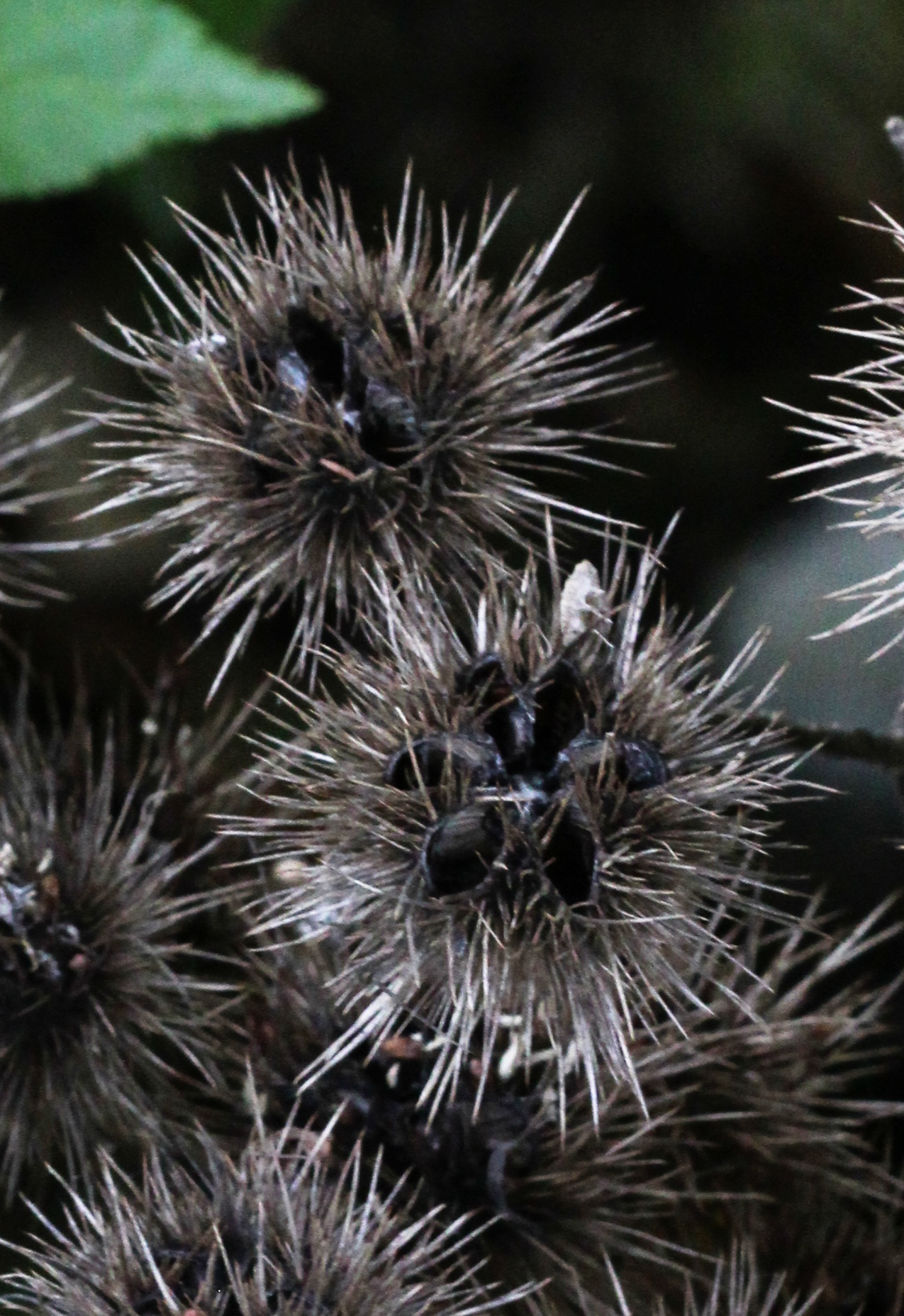
Stachelige Früchte

### Erscheinungsbild und Blatt
Entelea arborescens wächst als immergrüner Strauch oder kleiner Baum und erreicht Wuchshöhen von meist 2,4 bis 6, an besonders guten Standorten bis zu 9 Metern; das höchste Exemplar war etwa 14,5 Meter hoch. Die Stammdurchmesser (BHD = Brusthöhendurchmesser) betragen meist 12 bis 25 Zentimeter, an besonders guten Standorten an der neuseeländischen Nordküste 25 bis 38, als Maximum 53 Zentimeter. Er ist ein Flachwurzler mit zwei bis vier fast horizontalen, kräftigen Hauptwurzeln, die viele Faserwurzeln aufweisen. Er wächst sehr schnell und bildet eine aufrecht ovale Wuchsform. Die Borke ist hell gräulich-braun mit runden, ovalen oder sichelförmigen Lentizellen. Die Blattnarben sind mehr oder weniger oval. Die vielen Zweige wachsen erst aufrecht, dann ausgebreitet. Die Rinde der Zweige, die Laubblätter, die Blütenstandsachse und die Blütenstiele sind dicht mit weißen, weichen, verzweigten Haaren bedeckt (Indument). Das hellbraune Holz weist undeutliche Ringe auf, die allerdings keine Jahresringe sind, sondern es können in einem Jahr mehrere Ringe entstehen; es handelt sich um nichtlignifizierte Parenchymbänder, die bei einigen Gattungen der Tribus Apeibeae vorkommen, sonst aber bei Baumarten sehr selten sind.
Die wechselständig angeordneten Laubblätter sind in Blattstiel und Blattspreite gegliedert. Der kräftige Blattstiel ist mit 8 bis zu 30 Zentimetern relativ lang. Die einfache, leuchtend- bis gelb-grüne, häutige Blattspreite ist bei einer Länge von meist 10 bis 15 (5 bis 30) Zentimetern und einer Breite von 5 bis 15, selten bis zu 26 Zentimetern schief sehr breit eiförmig mit herzförmiger Spreitenbasis und abrupt zugespitztem oberen Ende. Der Blattrand doppelt gekerbt-gezähnt oder manchmal leicht gelappt bis fünf- oder siebenlappig. Es sind fünf bis sieben Blattadern vorhanden. Eine Gemeinsamkeit mit Sparrmannia ist, dass in den Blattadern höherer Ordnung keine Phloemtransferzellen vorhanden sind. Die mehr oder weniger haltbaren Nebenblätter sind linealisch und zugespitzt.

### Blütenstand und Blüte
In Neuseeland liegt die Blütezeit hauptsächlich im zeitigen Frühling bis zur Sommermitte von August bis November. Der kräftige Blütenstandsschaft ist 10 bis 30 Zentimeter lang. Die aufrechten, fast doldigen, zymösen Blütenstände besitzen Tragblätter und enthalten viele Blüten. Der Blütenstiel ist 1 bis 4 Zentimeter lang.
Die duftenden, zwittrigen Blüten sind bei einem Durchmesser von etwa 2,5 Zentimetern radiärsymmetrisch und selten drei-, meist vier- oder fünfzählig mit doppelter Blütenhülle. Die selten drei, meist vier oder fünf weißen, freien Kelchblätter sind bei einer Länge von 8 bis 12 Millimetern schmal-lanzettlich bis dreieckig und besitzen ein zugespitztes oberes Ende mit einer hornförmigen Verlängerung. Die selten drei, meist vier oder fünf weißen, freien Kronblätter sind bei einer Länge von 10 bis 30 Millimetern sowie einer Breite von 10 bis 30 Millimetern mehr oder weniger kreisförmig, gewellt und wirken zerknittert. Es sind viele sich zentrifugal entwickelnde, in flachen Bündeln zusammenstehende, ausgebreitete, freie oder höchstens sehr kurz an ihrer Basis verwachsene Staubblätter vorhanden, die alle fertil sind. Die weißen Staubfäden sind 10 bis 18, selten bis zu 20 Millimeter lang. Die gelben Staubbeutel sind beweglich. Vier bis sieben Fruchtblätter sind zu einem steif behaarten, vier- bis siebenkammerigen, oberständigen Fruchtknoten verwachsen, der bei einer Länge von 5 bis 10 Millimetern, breit bis schmal kugelig oder eiförmig ist. Der Fruchtknoten enthält viele anatrope Samenanlagen. Der einfache Griffel endet in einer mehr oder weniger kugeligen bis breit kopfigen, ausgefransten oder gezähnten Narbe.

### Frucht und Samen
Die Früchte reifen in Neuseeland zwischen September und Januar. Die bei Reife braune, graue bis schwarze, bei einem Durchmesser von 1,5 bis 3,5 Zentimetern mehr oder weniger kugelige Kapselfrucht öffnet sich lokulizid mit vier bis sechs Fruchtklappen, enthält viele Samen und ist von 1,5 bis 2,5 Zentimeter langen, harten stacheligen Borsten (es sind Emergenzen) umgeben. Die Samen sind bei einer Länge von 1,9 bis 2,9 Millimetern verkehrt-eiförmig bis mehr oder weniger breit elliptisch. Die orange-gelbe, hell-braune oder orange-braune, kahle Samenschale (Testa) ist ledrig und körnig.

### Chromosomensatz
Die Chromosomenzahl beträgt 2n = 32.

## Ökologie
Die Ausbreitung der Diasporen, es sind die stacheligen Früchte, erfolgt durch Anhaften an Tieren und Menschen.

## Vorkommen
Entelea arborescens kommt auf der Nord- und Südinsel Neuseelands vom North Cape bis Nelson und Marlborough, einschließlich der Poor Knights, Three Kings, Little sowie Great Barrier Inseln vor.
Auf der Nordinsel ist Entelea arborescens lokal häufig von Te Paki bis etwa Kawhia sowie der Mahia-Halbinsel; südlich davon sind einige Fundorte im östlichen Wairarapa, in Paekakariki und Wellington bekannt. Auf der Südinsel sind die Vorkommen auf das Golden Bay-Gebiet des Nordwestlichen Nelson begrenzt. Entelea arborescens kommt südlich von 38° Breite nur lokal vor und die südlichsten Fundorte liegen bei 41° südlicher Breite.
Entelea arborescens verwildert leicht und hat sich südlich des natürlichen Verbreitungsgebietes als „Gartenflüchtling“ an einigen Standorten eingebürgert. Es wird vermutet, dass einige Standorte im Inland und die südlichsten der Nordinsel durch Verwilderung von Anpflanzungen der Māori entstanden sind.
Entelea arborescens gedeiht hauptsächlich in Küstengebieten, aber auch selten in Tieflandwäldern oder in Strauchvegetation. Sie gedeiht meist an offenen Standorten wie an Erdrutschen, Felswänden, Geröllhängen, in Lichtungen, Sanddünen oder an Ufern von stehenden Gewässern oder Fließgewässern. Sie kommt nie weiter als 8 km von der Küste entfernt und nie in Höhenlagen oberhalb von 350 Metern vor. Im Inland wächst sie beispielsweise am Waikato River bei Hamilton oder Rotorua. Die Vorkommen sind stark von der Temperatur abhängig und zwar nicht besonders von der Jahresdurchschnittstemperatur, sondern von den Tiefsttemperaturen, da Entelea arborescens sehr frostempfindlich ist. Sie ist empfindlich gegenüber starkem Wind. Sie meidet sehr trockene und schlecht drainierte Böden. Entelea arborescens ist eine Pionierpflanze und bedeckt schon bald nach der Keimung die vorher bewuchsfreien Standorte; erst später folgen an einem Standort Urtica ferox, Macropiper excelsum, Coprosma macrocarpa oder Coprosma australis. Entelea arborescens gedeiht in voller Sonne und verträgt keine Beschattung durch andere Pflanzenarten.
Entelea arborescens wurde 2012 nach dem New Zealand Threat Classification System = NZTCS als „nicht gefährdet“ bewertet.

## Systematik
Die Gattung Entelea wurde 1824 mit der Erstbeschreibung von Entelea arborescens durch Robert Brown in Botanical Magazine, Band 51, Tafel 2480 aufgestellt. Der Gattungsname Entelea ist vom Griechischen abgeleitet und bedeutet perfekt und bezieht sich darauf, dass alle Staubblätter fertil sind. Das Artepitheton arborescens bedeutet baumartig. Synonyme für Entelea arborescens R.Br. sind Apeiba australis A.Rich., Entelea australis Walp. und Entelea sloaneoides Turcz.
Entelea arborescens ist die einzige Art der Gattung der Entelea aus der Tribus Apeibeae Benth. (Syn.: Sparmanniaceae J.Agardh nom. cons.) in der Unterfamilie Grewioideae innerhalb der Familie Malvaceae. Gemeinsames Merkmal aller Gattungen der Tribus Apeibeae ist eine hornförmige Verlängerung am oberen Ende der Kelchblätter. Sie wurde früher in die Familie Tiliaceae eingeordnet.
Die Gattungen Entelea, Sparrmannia, Apeiba, Clappertonia, sowie Ancistrocarpus stehen in einer Klade innerhalb der Tribus Apeibeae. Die Gattung Entelea hat viele Gemeinsamkeiten mit der südafrikanischen Gattung Sparmannia, Hauptunterschied ist, dass bei Entelea alle Staubblätter fertil sind, bei Sparmannia ein Teil zu Staminodien umgewandelt sind.

## Nutzung
Das hellbraune Holz wurde vom Menschen genutzt. Das Holz kann außergewöhnlich leicht sein, manchmal leichter als Balsaholz (Ochroma pyramidale); die Wichte soll geringer, halb so groß, sein wie das von Kork, daher einige der englischsprachigen Trivialnamen. Von den Māori wurden früher aus dem Holz oder der Borke Bojen, Schwimmer für Fischernetze und Fender für Boote hergestellt. Die Ngati-Porou verwendeten abgelagertes Whau-Holz, um „mokihi“, ein Floß zur Küstenfischerei (beispielsweise zum Langustenfang), herzustellen. Holzstücke wurden als weiße Teile in Stabspielen verwendet. Die Dartpfeile für das Teka-Spiel wurden aus Whau-Holz gefertigt. Poi, ein Ball, wurde beispielsweise aus diesem Leichtholz hergestellt.
Unter der Borke befindet sich eine Schicht des Stammes mit langen Fasern. Aus den langen Fasern wurden „die stärksten Angelschnüre der Māori“ hergestellt. Die Fasern wurden auch gebraucht, um Gegenstände miteinander zu verzurren.
Die Borke wurde zum Färben verwendet. Es gibt Erzählungen, dass in die großen Laubblätter Säuglinge eingewickelt wurden.
Entelea arborescens wird als Zierpflanze in Parks und Gärten verwendet. Entelea arborescens ist frostempfindlich, übersteht aber bis zu - 3 °C. Als USDA-Klimazonen werden 9b bis 11 angegeben. Sie kann in milden Klimaten, beispielsweise an geschützten Standorten im südwestlichen Teil der Britischen Inseln als Ziergehölz verwendet werden. In Gebieten mit Frost kann man sie in Gewächshäusern kultivieren. Sie gedeiht in voller Sonne bis leichten schattigen, aber keinesfalls schattigen Standorten. Sie gedeiht am besten auf reichen, feuchten lehmigen Böden, kommt aber auch mit leichten, mittleren und schweren, sandigen bis tonigen Böden zurecht. An den Boden-pH-Wert stellt sie keine speziellen Bedingungen. Entelea arborescens ist empfindlich auf Trockenheit. Sie wird beispielsweise in Südamerika kultiviert.

## Trivialnamen
Trivialnamen sind:
- Maorische Sprache: Hauama, Houama, Whau, Whauama, Whauma[7][14]
- Englische Sprache: corkwood (wird für einige Pflanzenarten unterschiedlicher Familien verwendet[1]), evergreen-lime, New Zealand-mulberry, New Zealand cork tree, paper mulberry[11][14]